# 武野汐那
武野 汐那（たけの しおな、2005年〈平成17年〉2月14日 - ）は、日本の女優。京都府出身。スターダストプロモーション制作3部所属。

## 経歴
京都府生まれだが、7歳の時から神奈川県に在住している。
3歳からピアノを習い、グレンチェンピアノコンクールの全国大会に出場した経験がある。
中学1年生のゴールデンウィークに、家族で東京・原宿に初めて行って綿あめを買っていた時、芸能事務所・スターダストプロモーションの関係者にスカウトされた。当時は、バレー部に入ったタイミングで、これから頑張ろうと思っていた時だったので、いったんは断ろうとしたが、父親が勧めてくれたことや、たまたまオーディションの日が休日だったので、「運命っぽいから行こう！」と思い、合格して事務所に入社した。当初は、スターダストプロモーションの女優育成プロジェクト「少女劇団いとをかし（現：Do It Over）」に所属していた。芸能界入り後の初仕事は、同劇団の第8回公演『ど・ヤンキーmeetsザ・ギャル』（2018年2月）だった。その後は、女優として幅広い媒体に出演している。

## 出演

### テレビドラマ
- 幸色のワンルーム 　第3話（2018年7月29日、ABCテレビ） - 動画サイト“My Tube”に登場する女子中学生役[7]
- ダイイング・アイ　第1話（2019年3月16日）、最終話（4月20日、WOWOW） - ピアノを弾く少女役[8]
- いだてん〜東京オリムピック噺〜　最終回（2019年12月15日、NHK大河ドラマ） - 聖火ランナー(正走者)役[9]
- DASADA 第7話（2020年2月26日）8話（3月4日、日本テレビ）
- バリューの真実（2022年8月30日、NHK Eテレ）内ドラマ「夏の終わりに、星を見る」[10]

### テレビ情報番組
- 『首都圏情報ネタドリ！』「大人とは何か　１８歳成人で変わる“自由”と“責任”」（2022年1月14日、NHK総合テレビ）後述の教育用映画「18歳」に関連して出演。

### 映画
- 最高の人生の見つけ方 （2019年）
- レディ・トゥ・レディ（2020年） - 鈴木真子（中学生時代）役[11]
- 唐人街探偵 東京MISSION （2021年） - 秋葉原の学生役[12]

### 教育用映画
- 18歳（2021年10月配信開始、監督：犬童一利 、制作：教育図書、マルチ商法防止啓発作品）[13][14][15] - 主演・ユミ役

### WEBドラマ
- 告ったり、フラれたり　第16話（2019年8月27日配信）「名前で呼んじゃったら、いよいよ戻れなくなるでしょ」 - 主演・神山咲役

### 舞台
- 少女劇団いとをかし　第八回公演『ど・ヤンキーmeetsザ・ギャル』（2018年2月10～12日、川崎市アートセンター　アルテリオ小劇場）
- 少女劇団いとをかし　第九回公演『夢の中の恋人と、いちごの関係？』（2018年8月18日、19日、川崎市アートセンター アルテリオ小劇場）
- 劇団K助 第20回公演 「体育教師たちの憂鬱」（2018年12月18～23日、ウッディシアター中目黒）
- 少女劇団いとをかし　第10回公演『LOOK UP！』（2019年2月9～11日、ラゾーナ川崎プラザソル）

### CM
- 和真（2018年4月～2020年4月）[6]
- バンダイ・たまごっちみーつ「～アプリいいね編～」（2019年7月）[16]
- サントリー食品インターナショナル・烏龍茶『カープ名言ボトル　衣笠祥雄』篇（2019年8月、広島県・山口県のみ放送）[17]
- NTT東日本「あなたの夢は、みんなの夢」（2019年9月）[18]
- 三井不動産グループ・森林保全活動紹介「“終わらない森”創り」（2019年10月）
- 進研ゼミ高校講座　オプション講座「大学受験エベレス」（WEB広告のみ）[19]
- 味ぽん「しあわせ、ぽん！篇」（2022年5月）

### 雑誌
- 「UTB+」vol.44、アップトゥボーイ 2018年7月号増刊
- 「CM NOW」Vol.201、2019年11／12月号
- 「UTB+」vol.49 (アップトゥボーイ2020年1月号増刊)

### ミュージックビデオ（ゲスト出演）
- ときめき♡宣伝部 「すきっ！」（1stアルバム「ときおとめ」収録曲、2018年4月11日）